# Kasey Carlson
Kasey Carlson (Estados Unidos, 26 de noviembre de 1991) es una nadadora estadounidense especializada en pruebas de estilo braza, donde consiguió ser medallista de bronce mundial en 2009 en los 100 metros.

## Carrera deportiva
En el Campeonato Mundial de Natación de 2009 celebrado en Roma ganó la medalla de bronce en los 100 metros estilo braza, con un tiempo de 1:05.75 segundos, tras su paisana estadounidense Rebecca Soni y la rusa Yulia Efimova (plata con 1:05.41 segundos).